# L'Invité de la onzième heure
Pour plus de détails, voir Fiche technique et Distribution.
L'Invité de la onzième heure est un film français réalisé par Maurice Cloche, sorti en 1945.

## Synopsis
Un journaliste dont la voiture vient de verser dans le fossé impose sa présence dans une étrange demeure, d'architecture vaguement médiévale. L'hôte fête ses fiançailles en présence de ses proches et de son banquier. Il est l'inventeur d'une énergie extraordinaire, pouvant actionner un rayon désintégrateur ou un détecteur de pensées. Il l'expérimente ce soir devant ses invités. Il demande un volontaire pour expérimenter son détecteur de pensées, et après que chacun à son tour  ait décliné sa demande, il annonce avoir détecté et enregistré tour à tour leurs pensées secrètes. Il doit en déchiffrer les enregistrements et promet d'annoncer ses constations le lendemain. Mais il est retrouvé au milieu de la nuit inanimé, apparemment empoisonné. Tandis que les portes électriques de la demeure sont bloquées, le journaliste se présente alors comme policier et commence à enquêter. Personne n'ayant pu sortir, l'assassin est une des personnes présentes ...

## Fiche technique
- Titre : L'Invité de la onzième heure
- Réalisation : Maurice Cloche, assisté de Stany Cordier
- Scénario et dialogues : Nino Frank et Jean Ferry
- Photographie : Marcel Grignon
- Décors : Georges Wakhévitch
- Son : Antoine Petitjean
- Montage : Raymond Lamy
- Musique : Georges Van Parys
- Production : Éclair-Journal  Producteur Adolphe Osso
- Genre : Drame
- Durée : 90 minutes
- Date de sortie : 
  - France : 15 août 1945

## Distribution
- Jean Tissier : Christophe Berri
- Blanchette Brunoy : Antoinette Langeais
- Roger Pigaut : Le docteur Rémi Lambert
- Junie Astor : Isabelle Bourgoin
- Lily Baron : Olga
- Guillaume de Sax :  Thomas Bourgoin
- André Fouché : Serge
- Jean Hébey : Frédéric
- René Génin : Calixte
- Marcel Delaître : Monsieur Sulnac
- Georgette Tissier : La soubrette
- Madeleine Suffel : la cuisinière